# Действие группы

Циклическая группа порядка три действует на множестве вершин равностороннего треугольника поворотами вокруг его центра на углы, кратные 120°, циклически переставляя их.

Де́йствие гру́ппы — вообще говоря, гомоморфизм группы в группу преобразований, то есть биекций множества в себя.
Однако чаще всего дополнительно предполагают, что преобразования сохраняют некую дополнительную структуру (например линейную структуру или метрику)..
В случае, когда множество наделено некоторой дополнительной структурой, предполагается, что преобразования сохраняют эту структуру. Действия групп позволяют изучать симметрии математических объектов с помощью аппарата теории групп.
Если группа действует на некотором объекте или структуре, она обычно действует и на связанных с ними объектах. Так, группа движений евклидова пространства действует как на этом пространстве, так и на фигурах, изображённых в нём. Например, она действует на множестве всех треугольников. Кроме того, группа симметрий некоторого многогранника действует на множествах его вершин, рёбер и граней. 
В случае действий на топологических пространствах все отображения предполагаются гомеоморфизмами. Такие действия часто называются непрерывными.
Действия групп на векторных пространствах называются их линейными представлениями. В случае конечномерных векторных пространств они позволяют отождествить многие группы с подгруппами полной линейной группы {\displaystyle {\rm {GL}}_{n}(K)}, то есть группы обратимых матриц размера {\displaystyle n\times n} над некоторым полем {\displaystyle K}.

## Определения

### Действие слева
Говорят, что группа {\displaystyle G} действует слева на множестве {\displaystyle M}, если задан гомоморфизм {\displaystyle \Phi \colon G\to S(M)} из группы {\displaystyle G} в симметрическую группу {\displaystyle S(M)} множества {\displaystyle M}. 
Для краткости {\displaystyle (\Phi (g))(m)} часто записывают как {\displaystyle g(m)}, {\displaystyle g\cdot m}, {\displaystyle g{.}m} или {\displaystyle gm}.
Элементы группы {\displaystyle G} называются в этом случае преобразованиями, а сама группа {\displaystyle G} — группой преобразований множества {\displaystyle M}. Тот факт, что сопоставление {\displaystyle \Phi } является гомоморфизмом, означает то, что произведению элементов в группе соответствует композиция преобразований, а нейтральному элементу группы соответствует тождественное преобразование. 
Другими словами, группа {\displaystyle (G,\ast )} действует слева на множестве {\displaystyle M}, если задано такое отображение {\displaystyle G\times M\to M},
при котором образ пары {\displaystyle (g,m)} обозначается {\displaystyle g(m)}, что:
1. {\displaystyle (g\ast h)(m)=g(h(m))} для всех {\displaystyle g,h\in G} и {\displaystyle m\in M};
2. {\displaystyle e(m)=m}, где {\displaystyle e} — нейтральный элемент группы {\displaystyle G}.

### Действие справа
Аналогично, правое действие группы {\displaystyle G} на {\displaystyle M} задаётся таким отображением {\displaystyle M\times G\to M}, при котором образ пары {\displaystyle (m,g)} обозначается {\displaystyle (m)g}, что:
1. {\displaystyle (m)(g\ast h)=((m)g)h};
2. {\displaystyle (m)e=m}.

Другими словами, правое действие группы {\displaystyle G} на {\displaystyle M} задаётся гомоморфизмом {\displaystyle \rho :G^{op}\to S(M)}, где {\displaystyle G^{op}} — инверсная группа группы {\displaystyle G}. Или, что то же самое, левым действием группы {\displaystyle G^{op}} на {\displaystyle M}.
Разница между левыми и правыми действиями состоит в порядке, в котором произведение {\displaystyle gh} действует на данном элементе. В левом действии сначала действует {\displaystyle h}, затем {\displaystyle g}. А в правом действии сначала действует {\displaystyle g}, затем {\displaystyle h}.
Благодаря формуле {\displaystyle (gh)^{-1}=h^{-1}g^{-1}}, отображение {\displaystyle g\mapsto g^{-1}} осуществляет изоморфизм между инверсной группой и исходной, который позволяет, путём взятия композиции с ним, построить взаимно однозначное соответствие между левыми и правыми действиями группы. 
Таким образом, для установления общих свойств действий групп достаточно рассматривать только левые действия.

## Типы действий
- Свободное, если для любых различных {\displaystyle g,\;h\in G} и любого {\displaystyle m\in M} выполняется {\displaystyle gm\neq hm}.
- Транзитивное, если для любых {\displaystyle m,\;n\in M} существует {\displaystyle g\in G} такой, что {\displaystyle gm=n}. Другими словами, действие транзитивно, если {\displaystyle Gm=M} для любого элемента {\displaystyle m\in M}.
  - Примитивное действие транзитивно и без собственных инвариантных подмножеств.
- Эффективное, если для любых двух элементов {\displaystyle g\neq h} в {\displaystyle G} существует {\displaystyle m\in M} такой, что {\displaystyle gm\neq hm}.
- Вполне разрывное, если для любого компактного множества {\displaystyle K} множество всех {\displaystyle g\in G}, для которых пересечение {\displaystyle K\cap gK} непусто, конечно.

На топологических пространствах и гладких многообразиях также особо рассматривают действия групп, наделённых соответствующими дополнительными структурами: топологических групп и групп Ли. Действие {\displaystyle \rho :G\to \mathrm {X} } топологической группы на топологическом пространстве называют непрерывным, если оно непрерывно как отображение между топологическими пространствами. Аналогично определяется гладкое действие группы Ли на гладком многообразии.
- Непрерывное действие группы на пространстве жёстко (или квазианалитично), если из того, что некоторый элемент группы действует как тождественное отображение на некотором открытом подмножестве пространства, следует, что это единичный элемент группы.
  - Любое эффективное непрерывное действие изометриями на связном римановом многообразии обязательно жёстко, чего нельзя сказать об общих метрических пространствах. Например, действие циклической группы порядка 2 перестановкой двух рёбер на графе, образованном тремя рёбрами, выходящими из одной точки, является эффективным, но не жёстким.
- Непрерывное действие группы называется кокомпактным, если факторпространство по этому действию компактен.

## Орбиты
Подмножество
{\displaystyle Gm=\{gm\mid g\in G\}\subset M}
называется орбитой элемента {\displaystyle m\in M} (иногда обозначается как {\displaystyle \mathrm {Orb} (m)}).
Действие группы {\displaystyle G} на множестве {\displaystyle M} определяет на нём отношение эквивалентности
{\displaystyle \forall n,\;m\in M\;(n\,\sim _{_{G}}\,m)\Longleftrightarrow (\exists g\in G\;:\;gn=m)\Longleftrightarrow (Gn=Gm).}
При этом классами эквивалентности являются орбиты элементов. Поэтому если общее число классов эквивалентности равно {\displaystyle k}, то
{\displaystyle M=Gm_{1}\sqcup Gm_{2}\sqcup \ldots \sqcup Gm_{k},}
где {\displaystyle m_{1},\;m_{2},\;\ldots ,\;m_{k}\in M} попарно неэквивалентны. Для транзитивного действия {\displaystyle k=1}.

### Стабилизаторы
Подмножество
{\displaystyle G_{m}=\{g\in G\mid gm=m\}\subset G}
является подгруппой группы {\displaystyle G} и называется стабилизатором, или стационарной подгруппой элемента {\displaystyle m\in M} (иногда обозначается как {\displaystyle \mathrm {Stab} (m)}).
Стабилизаторы элементов одной орбиты сопряжены, то есть если {\displaystyle n\,\sim _{_{G}}\,m}, то найдётся такой элемент {\displaystyle g\in G}, что
{\displaystyle G_{m}=gG_{n}g^{-1}.}

### Количество элементов в орбите
{\displaystyle |Gm|=[G:G_{m}]}, {\displaystyle G_{m}} — стабилизатор элемента {\displaystyle m} и {\displaystyle [G:G_{m}]} — индекс подгруппы {\displaystyle G_{m}\subset G}, в случае конечных групп равен {\displaystyle {\frac {|G|}{|G_{m}|}}}.
Размерность орбиты можно вычислить так:
{\displaystyle \dim |Gm|=\dim |G|-\dim |G_{m}|}, где
{\displaystyle \dim |Gm|} размерность отдельной орбиты, 
{\displaystyle \dim |G_{m}|} размерность стабилизатора, {\displaystyle \dim |G|} размерность группы Ли.
Если {\displaystyle M=Gm_{1}\sqcup Gm_{2}\sqcup \ldots \sqcup Gm_{k}}, то
{\displaystyle |M|=\sum _{t=1}^{k}[G:G_{m_{t}}]} — формула разложения на орбиты.
Эта формула также влечёт следующие тождества:
1. {\displaystyle \forall m\in M\;\sum _{n\in Gm}|G_{n}|=|G|;}
2. {\displaystyle \sum _{m\in M}|G_{m}|=k|G|;}
3. лемму Бёрнсайда.

## Примеры действий

### Действия на себе

#### Слева
Действие на себе слева является наиболее простым примером действия. В этом случае {\displaystyle M=G}, и гомоморфизм {\displaystyle \Phi :G\to S(G)} задан как {\displaystyle (\Phi (g))(h)=gh}.

#### Справа
Аналогично определяется действие на себе справа: {\displaystyle (\Phi (g))(h)=hg^{-1}}.

#### Слева и справа
Эти два действия являются действиями подгрупп прямого произведения {\displaystyle G\times G} на {\displaystyle M=G} с гомоморфизмом {\displaystyle \Phi :G\times G\to S(G)}, заданным как {\displaystyle (\Phi (g_{1},\;g_{2}))(h)=g_{1}hg_{2}^{-1}}.

#### Сопряжениями
Пусть {\displaystyle M=G}, и гомоморфизм {\displaystyle \Phi :G\to S(G)} задан как {\displaystyle (\Phi (g))(h)=ghg^{-1}}. При этом для каждого элемента {\displaystyle h\in G} стабилизатор {\displaystyle G_{h}} совпадает с централизатором {\displaystyle C(h)}:
{\displaystyle G_{h}=\{g\in G\mid ghg^{-1}=h\}=\{g\in G\mid gh=hg\}=C(h).}
Например, для элемента {\displaystyle h} из центра группы {\displaystyle G} (то есть {\displaystyle h\in Z(G)}) имеем {\displaystyle C(h)=G} и {\displaystyle G_{h}=G}.

## Вариации и обобщения
- Псевдогруппа преобразований